# Rhododendron viscidum
Rhododendron viscidum là một loài thực vật có hoa trong họ Thạch nam. Loài này được C.Z. Guo & Z.H. Liu miêu tả khoa học đầu tiên năm 1988.